# Saint-Fiacre (Sekwana i Marna)
Saint-Fiacre – miejscowość i gmina we Francji, w regionie Île-de-France, w departamencie Sekwana i Marna.
Według danych na rok 1990 gminę zamieszkiwało 350 osób, a gęstość zaludnienia wynosiła 127 osób/km² (wśród 1287 gmin regionu Île-de-France Saint-Fiacre plasuje się na 894. miejscu pod względem liczby ludności, natomiast pod względem powierzchni na miejscu 830.).